# Simon Lereng Wilmont
Simon Lereng Wilmont (Copenhaguen, 19 de setembre de 1975) és un director i cinematògraf danès, creador i col·laborador de diversos documentals.
Nascut a Copenhaguen, Simon es va graduar en direcció de cinema documental a l'Escola Nacional de Cinema de Dinamarca el 2009. Ha dirigit les pel·lícules Ramona's Journey (2004), Dormitory Master (2009), Above Ground, Under the Sky (2008), Travelling with Mr. T (2012, codirigit amb Andreas M. Dalsgaard), Chikara - The Sumo Wrestler's Son (2013), The fencing champion (2014), i La guerra de l'Oleg (2017).